# 155-мм пушка Фийю образца 1917 года
155-мм пушка Фийю образца 1917 года (фр. Canon de 155 Grande Puissance Filloux (GPF) mle.1917 — «155-мм пушка большой мощности системы Фийю образца 1917 года») — французское буксирумое дальнобойное 155-мм артиллерийское орудие времён Первой мировой войны.
Состояло на вооружении сухопутных войск Франции и армии США.

## История
Орудие было разработано во время Первой мировой войны полковником Луи Фийю (Louis Filloux) для удовлетворения насущной потребности в современной тяжёлой артиллерии и стало стандартным тяжёлым полевым орудием французской армии с 1917 года до Второй мировой войны. Он также был принят Соединёнными Штатами под индексом M1917, и его модификация использовалась Соединёнными Штатами под индексом M1918 во время Второй мировой войны.
Орудие также производилось в Соединённых Штатах с 1917 года, после того как США перешли на метрическую артиллерию по французскому образцу. Он использовался Армией и Корпусом морской пехоты США в качестве основного тяжёлого орудия под названием «155-мм пушка M1917» (французского производства) или M1918 (американского производства) до 1942 года, когда его постепенно заменила дальнобойная 155-мм пушка M1A1 Long Tom. Подразделения Армии США на Дальнем Востоке (United States Army Forces in the Far East (USAFFE)), такие как 301-й полк (филиппинская армия), 86-й полк (филиппинские разведчики), а также подразделения береговой артиллерии США (91-й и 92-й полки береговой артиллерии, филиппинские разведчики) использовали это орудие против Японии в кампании на Филиппинах (1941—1942). Некоторые орудия были первоначально размещены в «Панамских горах» (тип береговых артиллерийских платформ) на островах Коррегидор, Кабалло и Карабао у входа в залив Манилы. Некоторые орудия были демонтированы и использовались в качестве передвижных батарей для контрбатарейного огня. Пушка была позже установлена на самоходное шасси M12 Gun Motor Carriage и применена в боях в 1944-1945 гг.
Во время Второй мировой войны некоторые американские орудия использовались для береговой обороны США и союзных территорий, таких как Австралия и Бермудские острова, обычно на «Панамских» опорах — круглых бетонных платформах с приподнятой центральной секцией, с шинами для лафета, вращающимися вокруг центральной секции.

## Варианты

### Grande Puissance Filloux (GPF)
Это орудие было разработано полковником Луи Фийю, чтобы удовлетворить насущную потребность французской армии в дальнобойной тяжёлой пушке. Конструкция оказалась успешной и стала стандартной тяжёлой полевой пушкой французов с 1917 года до конца Первой мировой войны.. Орудие было быстро введено в эксплуатацию, чтобы восполнить нехватку такого орудия. Это орудие стало именоваться как Canon de 155 Grande Puissance Filloux mle 1917 (155-мм пушка большой мощности системы Фийю образца 1917 года), кратко обозначаемое французской армией как Canon de 155mm GPF. Во время Первой мировой войны американские экспедиционные силы в Европе взяли на себе на вооружение это орудие в качестве стандартного артиллерийского орудия большой дальности. В начале Второй мировой войны французские пушки были сняты с хранения, и 24 из этих пушек использовались в мае — июне 1940 года.

### M1918 155 mm GPF
155-мм GPF США был копией французского полевого орудия 1917 года и использовался армией США, Филиппинами и морскими пехотинцами США до 1945 года. Армия Соединённых Штатов купила и впоследствии скопировала орудие модели 1918 года (M1918). Во время Второй мировой войны 155-мм орудия были изъяты из хранилища и использовались для береговой обороны на американских берегах и на союзных территориях, таких как Филиппины и Австралия. Они также использовались на Филиппинах, Гуадалканале и в Северной Африке, пока не стала доступна более современная артиллерия. В конце концов, и армия США, и Корпус морской пехоты постепенно прекратили использование орудий M1918, получив взамен 155-мм M1A1 «Длинный Том», начиная с 1942 года. M1918 был также установлен на M12 Gun Motor Carriage в качестве самоходного орудия (SPG) и использовался с 1944 по 1945 годы.

### 15.5 cm K 418(f)
В 1940 году Франция выставила против вермахта 450 таких пушек. Многие из них были захвачены и использовались Германией до конца войны. В немецкой номенклатуре пушки были обозначены как 15,5 cm K 418 (f); она служила в тяжёлых артиллерийских дивизионах Африканского корпуса и выполняла задачи береговой обороны. В День «Д» в 1944 году немецкие войска имели более 50 единиц 155-мм орудий 15.5 cm K 418(f) на северных французских пляжах. Батарея из шести таких орудий рядом с четырьмя пустыми лафетами для более крупных орудий оказалась участниками военных действий в Пуэнт-дю-Ок в июне 1944 года.

## Галерея

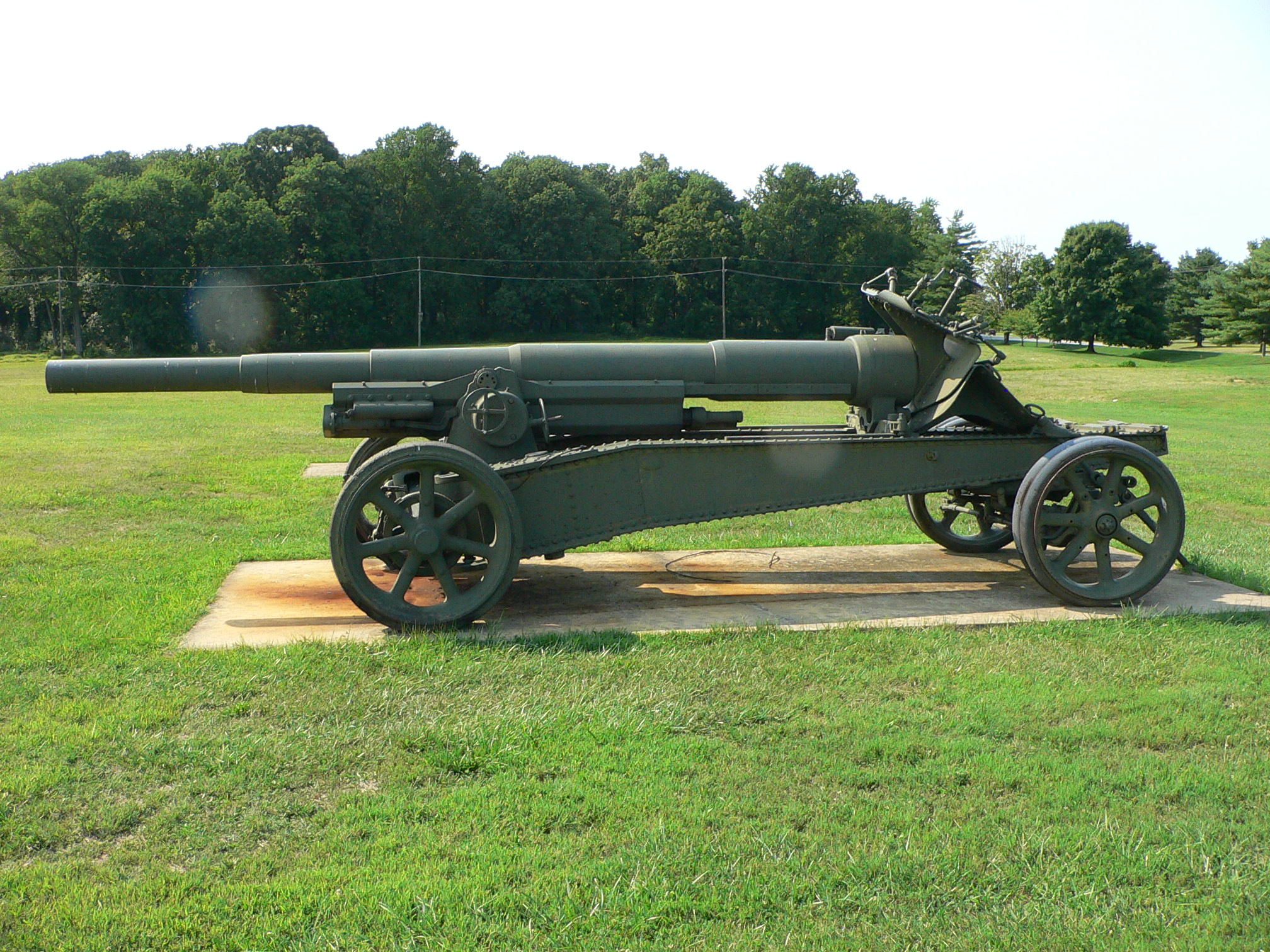
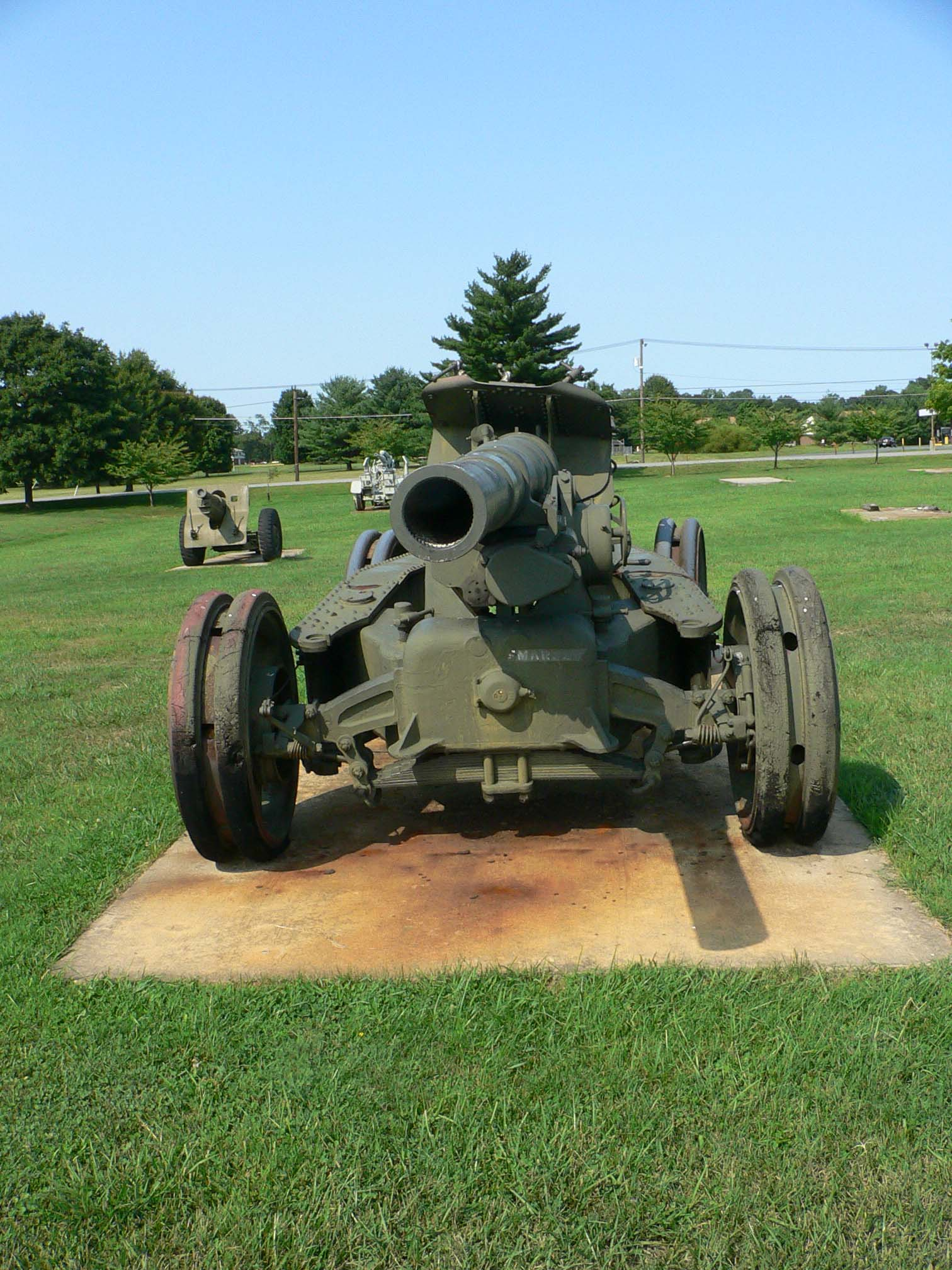
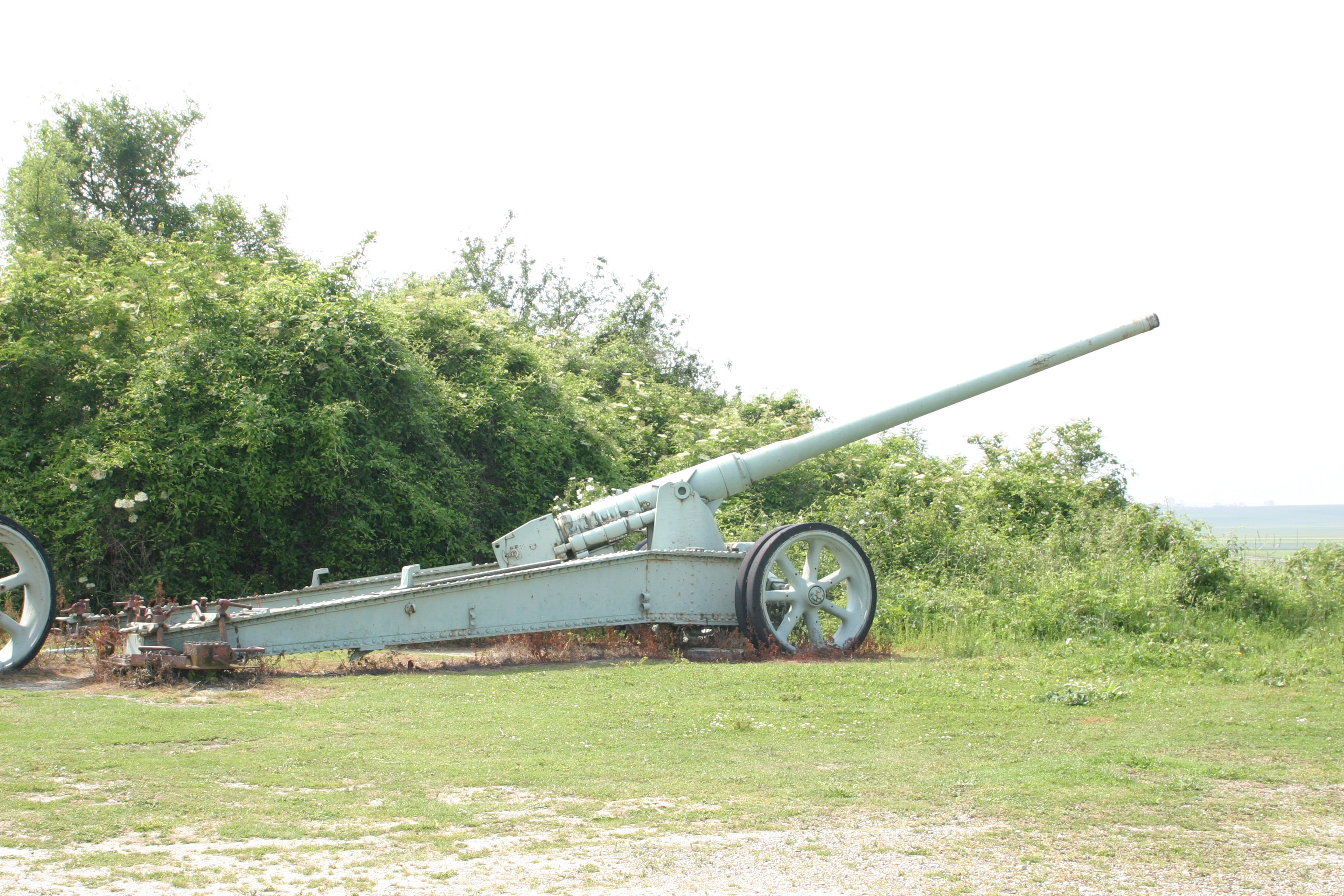
В Форт-де-ла-Помпель (Fort de la Pompelle) около Реймса (Франция)
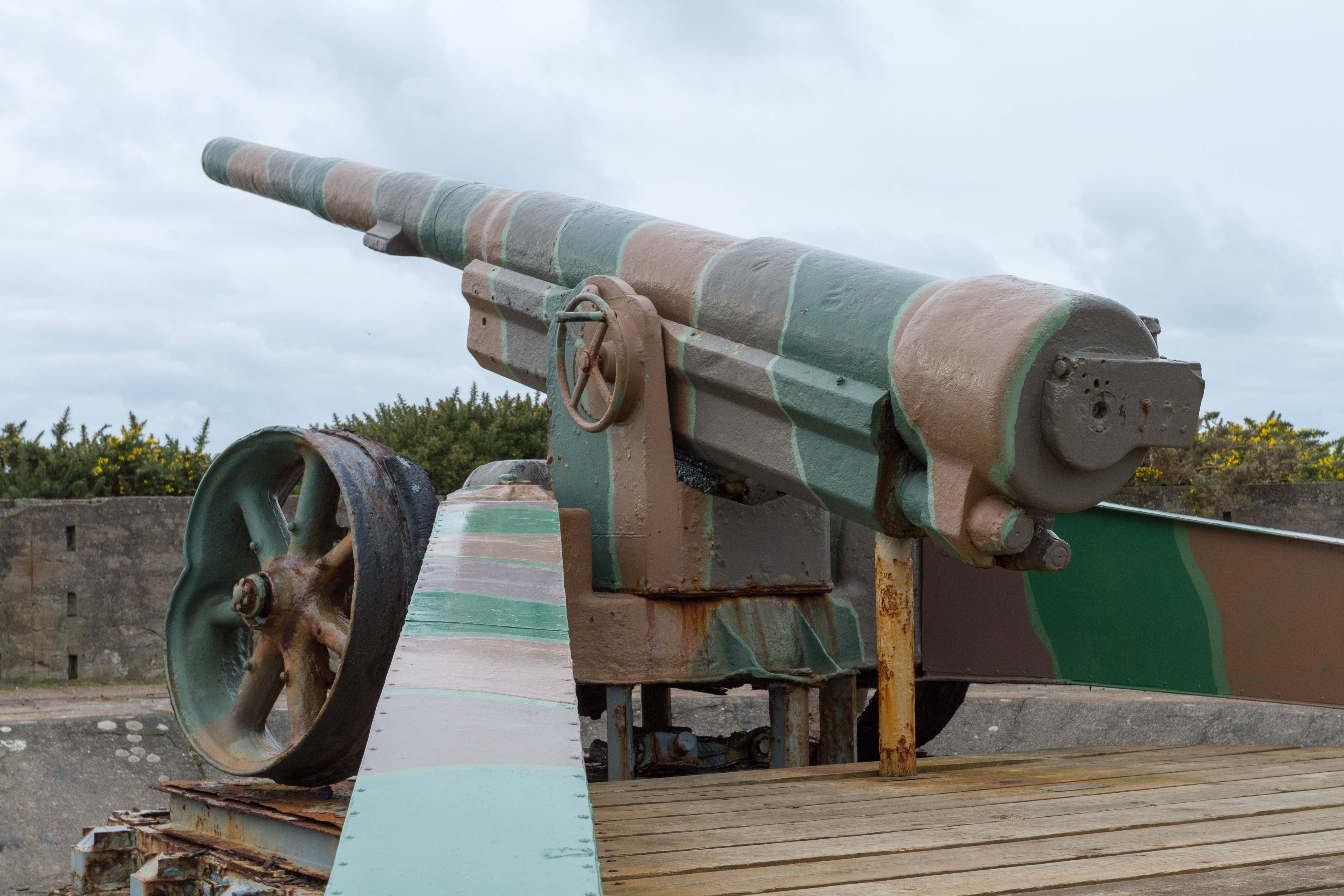
Батарея Мольтке (немецкий «Атлантический вал») на острове Джерси (Нормандские острова)

## Аналоги
- 15 cm Kanone 16
- 6-дюймовая пушка Mark XIX